# مايكل براينت (لاعب كرة قدم)
مايكل براينت (بالإنجليزية: Michael Bryant)‏ هو لاعب كرة قدم أمريكي في مركز الوسط، ولد في 2 أبريل 1995 في Portola Hills, California ‏ في الولايات المتحدة.